# Итажуипи
Итажуипи (порт. Itajuípe)  —  муниципалитет в Бразилии, входит в штат Баия. Составная часть мезорегиона Юг штата Баия. Входит в экономико-статистический микрорегион Ильеус-Итабуна. Население составляет 20 746 человек на 2006 год. Занимает площадь 295,912 км². Плотность населения — 70,1 чел./км².

## История
Город был основан 12 декабря 1952 года.

## Статистика
- Валовой внутренний продукт на 2003 год составляет 128 459 137,00 реалов (данные: Бразильский институт географии и статистики).
- Валовой внутренний продукт на душу населения на 2003 год составляет 5959,05 реалов (данные: Бразильский институт географии и статистики).
- Индекс развития человеческого потенциала на 2000 год составляет 0,648 (данные: Программа развития ООН).